# Fileanta radoszkowskii
Fileanta radoszkowskii là một loài tò vò trong họ Ichneumonidae.